# Peppa Pig
Peppa Pig è una serie animata britannica, rivolta a bambini in età prescolare.
In Italia la prima stagione è stata trasmessa dal giugno 2005 e la seconda nel 2007 entrambe su Nickelodeon, la terza nel 2010, la quarta nel 2011, la quinta nel 2012, la sesta nel 2013 e la settima nel 2017 su Rai YoYo e sul canale satellitare Disney Junior. Ha avuto successo di pubblico in molti paesi europei, tra cui Regno Unito, Italia e Francia.

## Trama
Le vicende della serie ruotano attorno alla vita di Peppa, una piccola maialina antropomorfa, alla sua famiglia e ai suoi fedeli amici, anch'essi animali antropomorfi, il cui nome inizia con la lettera del nome dell'animale, fatta eccezione per George, Alexander e Chloé: in inglese ad esempio Peppa inizia con la lettera p di pig ("maiale"). La famiglia di Peppa è composta, oltre che da lei, dal fratellino George, dalla sorellina neonata Evie, da Mamma Pig e da Papà Pig; spesso compaiono anche Nonna e Nonno Pig, genitori di Mamma Pig, e occasionalmente gli altri componenti della famiglia come Chloé Pig (cugina di Peppa Pig), il piccolo Alexander (fratello di Chloé) e i due zii (Zio Pig, fratello di Papà Pig, e sua moglie Zia Pig). C'è pure la sorella di Mamma Pig, Zia Dottie, che è stata menzionata per la prima volta nell'episodio Cavallino piè veloce, quando ha regalato un cavallo giocattolo di plastica a Peppa e George. Si dice che viva in un altro paese lontano, in seguito confermato essere l'America nell'episodio "Giorno del Ringraziamento". Nel giorno del Ringraziamento, incontra di nuovo Peppa dopo averla vista l'ultima volta da bambina, ed incontra George per la prima volta. È la figlia di Nonna e Nonno Pig.
Caratteristica della serie è l'estrema semplicità del disegno, fatto questo voluto dagli stessi ideatori per avvicinare il cartone animato ai bambini. Pur avendo caratteristiche umane (sono vestiti, guidano le auto, abitano nelle case), i personaggi mostrano anche il loro lato animalesco, iniziando quasi sempre le conversazioni con il loro verso, così Peppa e tutta la sua famiglia emettono grossi grugniti. Tema ricorrente nel cartone è quello di saltare su e giù nelle pozzanghere di fango, come dice la voce narrante "tutti amano saltare su e giù nelle pozzanghere di fango". Tutti i personaggi del cartone vivono e lavorano in edifici costruiti in cima a una collina ad eccezione della famiglia di Rebecca Coniglio che vive in una casa scavata all'interno della collina, come spesso fanno i veri conigli. Le colline sono estremamente ripide, ma i veicoli le percorrono senza alcun problema. Al termine della maggior parte degli episodi, tutti i protagonisti scoppiano in una gran risata cadendo per terra. I più piccoli, talvolta, reagiscono a qualche inattesa delusione con un pianto fragoroso e copiose lacrime che sgorgano in lunghe linee orizzontali tratteggiate. I maschi dei personaggi indossano la maglietta a forma di cerchio, le femmine gli abitini più femminili.

## Personaggi

### Principali
- Peppa Pig: è la protagonista della serie, ha 4 anni ed è la figlia maggiore di Papà e Mamma Pig. Frequenta la scuola materna e partecipa con entusiasmo alle attività scolastiche e alle iniziative dei genitori. È simpatica e curiosa, e al contrario del fratellino George non è per niente timida: è molto chiacchierona e adora giocare e divertirsi con George e con i suoi amici. Il suo colore preferito è il rosso. Possiede un pesciolino rosso di nome Goldie. La sua migliore amica è Suzy Pecora. Il suo hobby è saltare su e giù nelle pozzanghere di fango. Ha un orsacchiotto di nome Teddy. È doppiata da Tatiana Dessi (st.1-6), da Chiara D'Ingeo (st.2, primo doppiaggio), e da Valentina Pallavicino (st.7-in corso).
- George Pig: è il fratello minore di Peppa e ha 3 anni. Adora i dinosauri e per questo ha un dinosauro giocattolo a cui è molto affezionato (l'ha ricevuto appena nato dai suoi nonni). Possiede anche un razzo spaziale con cui gioca in compagnia di Edmond Elefante. Non gli piacciono le verdure, gli piacciono però le fragole e, come Papà Pig, adora le torte al cioccolato. Il suo migliore amico è Richard Coniglio. George, al contrario di Peppa, è sempre insicuro e timido. Certe volte sembra impacciato, ma rivela anche abilità insospettate: infatti sa fischiare bene, riesce a suonare un corno antico che nessuno in famiglia è riuscito a suonare ed è un formidabile pattinatore sul ghiaccio. Il suo colore preferito è il blu. È doppiato da Barbara Pitotti, e da Anna Lana (st.2, primo doppiaggio).
- Papà Pig: è un mangione ed è molto distratto. A causa della sua miopia porta sempre un paio di occhiali. Il suo lavoro consiste nello scrivere equazioni che risolve trovando le incognite. Ha 40 anni, lavora con il Signor Coniglio e la Signora Gatto. Si è occupato anche della progettazione della casa dei signori Lupo. Nonostante sia un po' sovrappeso, Papà Pig è un ballerino provetto, oltre che eccellente tuffatore, un allenatore di basket e un ottimo pittore. Inoltre, è un valido batterista e suona la fisarmonica. Piuttosto narciso e presuntuoso, ritiene di saper fare di tutto, ma, alla fine, si mette in imbarazzo da solo. Come Peppa, ama molto saltare su e giù nelle pozzanghere di fango: in una puntata, alla presenza del signor Patato, difende e riconquista a furor di popolo il titolo di campione del mondo di salto nelle pozzanghere, come risulta dal Guinness dei Primati. Spesso Peppa e Mamma Pig consigliano a Papà Pig di dimagrire, ma lui pensa solo a ignorarle. Gioca a calcetto con alcuni amici, compagni di barbecue. Tra le letture di Papà Pig, si ricordano i due volumi "Il meraviglioso mondo del calcestruzzo" e "Nuove avventure nel meraviglioso mondo del calcestruzzo". Il suo colore preferito è il verde. Non sa leggere le mappe e infatti si perde sempre. È doppiato da Paolo Marchese, e da Riccardo Lombardo (st.2, primo doppiaggio).
- Mamma Pig: è la moglie di Papà Pig e, a differenza di lui, è quasi sempre diligente e attenta. Mamma Pig è una casalinga che lavora da casa tramite un computer. Ha 38 anni. È una cuoca provetta che sforna deliziosi biscotti e torte. Il suo colore preferito è l'arancione. Come le altre mamme del cartone legge sul divano la rivista di giardinaggio "Ezza". È brava a ballare e a guidare l'automobile. Recentemente ha dato alla luce la sua terzogenita, che ha chiamato Evie.[3] È doppiata da Monica Gravina (st.1-8), Anna Radici (st.2, primo doppiaggio), e da Laura Romano (st.9-10).
- Nonno Pig: è un marinaio e un bravo e curioso astronomo. Ha una barba bianca. È il papà di Mamma Pig. Colto e saggio, ha 70 anni ed è il migliore amico di Nonno Cane e di Nonno Coniglio, che appare nelle puntate raramente. Possiede un orto, dove coltiva piantine di pomodori e varie verdure. Ha un intelligente pappagallo (parrot) di nome Polly. Nonno Pig ha anche molti alberi di mele e coltiva anche cetrioli, lattuga e fragole. Molte volte insieme a Nonno Cane organizza giochi e divertimenti vari per i piccoli. È un abile riparatore di oggetti e colleziona barche in miniatura in bottiglie di vetro. È il proprietario di una barca e di Geltrude, una miniatura funzionante di un treno a vapore col quale può trasportare (senza bisogno di binari) parenti e amici. Porta sempre in testa un berretto tipico dei marinai. È doppiato da Dario De Grassi (st.1-4), da Massimo Corvo (st.2, primo doppiaggio), da Dante Biagioni (st.5-6), e da Vladimiro Conti (st.7-10).
- Nonna Pig: è la madre di Mamma Pig e la moglie di Nonno Pig. Ha 69 anni, ama la tranquillità e ha tre gallinelle di nome Sara, Giuditta (che poi verrà chiamata Gemaima) e Vanessa e un galletto di nome Neville, in onore di Neville Astley, uno dei creatori del cartone animato. È una collezionista di cappellini ed è una nonna molto innocente, brava e affettuosa. Sa cucinare tante cose: budini, torte, biscotti, insalate e della pizza deliziosa, che fanno impazzire Peppa e George. È doppiata da Paola Piccinato.
- Chloé e Alexander Pig: sono i cugini di Peppa e George. Chloé ha 10 anni ed è la figlia di Zio e Zia Pig e sorella maggiore di Alexander. Chloé è doppiata da Michela Alborghetti.

### Secondari
- Suzy Pecora: è la migliore amica di Peppa. Il suo sogno è quello di diventare un'infermiera; molto spesso è competitiva con la sua amica. È doppiata da Monica Vulcano (st.1) e da Monica Bertolotti (st.2, ridoppiaggio-10).
- Madame Gazzella: è la maestra di Peppa e i suoi amici. Molto tempo fa era la maestra dei genitori di Peppa e i loro amici. È doppiata da Cristina Noci (st.1), e da Monica Bertolotti (st.2+).
- Signor Patato: è una grossa patata che piace molto a Peppa e i suoi amici. Doppiato da Gabriele Trentalance (1° voce) e da Sergio Lucchetti (2° voce).
- Super Patato: è una patata come il Signor Patato; il suo lavoro è il supereroe. È doppiato da Sergio Lucchetti (st.7), e da Gabriele Trentalance (st.8+).

## Doppiaggio
| Personaggio                       | Doppiatore originale | Doppiatore italiano |
| --------------------------------- | --- | --- |
| Peppa Pig                         | Lily Snowden-Fine (st.1) Cecily Bloom (st.2) Harley Bird (st.3-8) Amelie Smith (st.9-in corso)                            | Tatiana Dessi (st.1-6) Chiara D'Ingeo (st.2, primo doppiaggio) Valentina Pallavicino (st.7-in corso)                     |
| George Pig                        | Oliver May e Alice May (st.1-7) Alice May e Vincent van Hulzen (st.8-in corso)                                            | Barbara Pitotti Anna Lana (st.2, primo doppiaggio)                                                                       |
| Mamma Pig                         | Morwenna Banks | Monica Gravina (st.1-8) Anna Radici (st.2, primo doppiaggio) Laura Romano (st.9-in corso)                                |
| Papà Pig                          | Richard Ridings | Paolo Marchese Riccardo Lombardo (st.2, primo doppiaggio)                                                                |
| Narratore                         | John Sparkes | Gianni Bersanetti Mario Brusa (st.2, primo doppiaggio)                                                                   |
| Nonna Pig                         | Frances White | Paola Piccinato |
| Nonno Pig                         | David Graham | Dario De Grassi (st.1-4) Massimo Corvo (st. 2, primo doppiaggio) Dante Biagioni (st.5-6) Vladimiro Conti (st.7-in corso) |
| Zia Pig                           | Alison Snowden (st.1-2) Judy Flynn (st.3+)                                                                                | Monica Bertolotti (st.1-3) Monica Ward (st.4-6) Patrizia Burul (st.7-in corso)                                           |
| Zio Pig                           | John Sparkes | Claudio Moneta |
| Chloe Pig                         | Eloise May (st.1-2) Abigail Daniels (st.3-4) Zara Siddiqi (st.5+)                                                         | Michela Alborghetti |
| Alexander Pig                     | Oliver May (st.1-2) Harley Bird (st.3) Minnie Kennedy-Parr (st.4+)                                                        | – |
| Rebecca Coniglio                  | Hazel Rudd (st.1) Betham Lindsay (st.2) Alice May (st.3+)                                                                 | Cristiana Faralla |
| Richard Coniglio                  | Zoe Baker | Gaia Bolognesi |
| Signora Coniglio                  | Sarah Ann Kennedy | Raffaella Castelli |
| Mamma Coniglio                    | Morwenna Banks (1ª voce) Sarah Ann Kennedy (2ª voce)                                                                      | Paola Majano |
| Signor Coniglio                   | John Sparkes | Ambrogio Colombo |
| Nonno Coniglio                    | Brian Blessed | Gerolamo Alchieri |
| Suzy Pecora                       | Meg Hall (st.1-2) Ava Lovell (st 3+)                                                                                      | Monica Vulcano (st.1. ep.1-29) Monica Bertolotti (st.1.ep.30-in corso)                                                   |
| Mamma Pecora                      | Debbie MacDonald | Paola Della Pasqua |
| Candy Gatto                       | Daisy Rudd (st.1) Emma Weston (st.2) Zara Siddiqi (st.3+)                                                                 | Paola Valentini (st.1) Monica Vulcano (st.2+)                                                                            |
| Mamma Gatto                       | Morwenna Banks (st.2) Leila Farzad (st.3+)                                                                                | Debora Magnaghi |
| Danny Cane                        | George Woolford (st.1-2) Jadon Mills (st.3+)                                                                              | Joy Saltarelli |
| Mamma Cane                        | Debbie MacDonald (st.1) Claire Waxler (st.2) Judy Flynn (st.3+)                                                           | Ilaria Latini |
| Capitan Cane                      | Alexander Armstrong | Alberto Angrisano |
| Nonno Cane                        | David Rintoul | Giancarlo Padoan (st.1-7) Massimo Corvo (st.8-in corso)                                                                  |
| Pedro Pony                        | Harrison Oldroyd (st.1-2) Stanley Nickless (st.3+) Sammy Price                                                            | Laura Cosenza |
| Mamma Pony                        | Kate Gribble (st.1) Madaleine May (st.2) Layla Lewis (st.2) Jemima Williams (st.3) Leila Farzad (st.4) Judy Flynn (st.5+) | Ilaria Latini (st.1-2) Monica Vulcano (st.3-in corso)                                                                    |
| Papà Pony                         | John Sparkes | Alberto Bognanni (st.1-4) Massimo Lodolo (st.5-in corso)                                                                 |
| Zoe Zebra                         | Sian Taylor | Joy Saltarelli |
| Mamma Zebra                       | Morwenna Banks | Patrizia Burul |
| Papà Zebra                        | David Graham | Davide Albano |
| Zuzu Zebra                        | Alice May | Gaia Bolognesi |
| Zaza Zebra                        | Alice May | Veronica Puccio |
| Polly Pappagallo                  | Morwenna Banks | Mino Caprio |
| Emily Elefante (st.2+)            | Julia Moss | Barbara Villa |
| Edmond Elefante (st.3+)           | John Butler | Letizia Ciampa |
| Dottor Elefante (st.3+)           | Andy Hamilton | Gaetano Lizzio |
| Signora Elefante (st.3+)          | – | Cristina Noci |
| Delphine Asino (st.2+)            | Nzilani Franq | Daniela Calò |
| Didier Asino (st.2+)              | Aurelie Charbonnier | Letizia Ciampa |
| Signor Asino (st.2+)              | Jerome Haupert | Sergio Lucchetti |
| Signora Asino (st.2+)             | – | Patrizia Burul |
| Freddy Volpe (st.4+)              | Max Miller (st.3) Jamie Oram (st.4+)                                                                                      | Gaia Bolognesi |
| Signor Volpe (st.4+)              | John Sparkes | Paolo De Santis |
| Kylie Canguro (st.5+)             | Macey Danger | Monica Bonetto |
| Mamma Canguro (st.5+)             | Morwenna Banks | Ilaria Latini (st.5) Ilaria Stagni (st.7)                                                                                |
| Papà Canguro (st.5+)              | Alexander Armstrong | Paolo De Santis Luigi Ferraro (st.7)                                                                                     |
| Joey Canguro (st.5+)              | Jazlyn Jago | – |
| Signor Wallaby (ep.7.13)          | Sam Simmons | Dario Oppido |
| Wendy Lupo (st.5+)                | Chaniya Mahon | Emanuela Ionica |
| Signor Lupo (st.5+)               | Alexander Armstrong | Paolo De Santis |
| Gabriella Capra (st.5+)           | Sonia Arapi | Monica Vulcano |
| Signor Capra (st.5+)              | Andrea Tran | Manlio De Angelis |
| Zio Capra (st.5)                  | John Sparkes | Alberto Angrisano |
| Zia Capra (st.5)                  | Morwenna Banks | Michela Alborghetti |
| Poliziotto (st.5)                 | Fernando Tiberini | Alberto Angrisano |
| Regina (ep.6.01 / 7.08)           | Morwenna Banks | Paila Pavese |
| Gerald Giraffa (st.7+)            | – | Emanuela Ionica |
| Signor Giraffa (st.7+)            | Posher Ra Ra | Gerolamo Alchieri |
| Signora Giraffa (st.7+)           | Morwenna Banks | Letizia Ciampa |
| Molly Talpa (ep.7.21+)            | Judy Flynn (st.7-8) Meg Hall (st.9+)                                                                                      | Monica Vulcano |
| Signor Talpa (ep.7.21+)           | John Sparkes | Roberto Stocchi |
| Signora Talpa (ep.7.21+)          | Morwenna Banks | Perla Liberatori |
| Mandy Topolina (ep.8.06+)         | Audrey Van Hulzen | Agnese Marteddu |
| Peggy Panda (ep.8.01+)            | Chelsy Orfinada | Ilaria Latini |
| Pandora Panda (ep.8.01+)          | Chelsy Orfinada | Ilaria Latini |
| Poliziotto Panda (ep.8.01+)       | David Mitchell | Guido Di Naccio |
| Signora Coccodrillo (ep.7.09)     | Jo Brand | Paila Pavese |
| Signor Leone (ep.7.09)            | Colin McFarlane | Gerolamo Alchieri |
| Signora Coniglio Americana (st.9) | Teresa Gallagher | Paola Della Pasqua |
| Madame Gazzella                   | Morwenna Banks | Cristina Noci (1ª voce) Monica Bertolotti (2ª voce)                                                                      |
| Signor Toro                       | David Rintoul | Dario Oppido |
| Signor Patato                     | John Sparkes | Gabriele Trentalance (1ª voce) Guido Di Naccio (2ª voce) Sergio Lucchetti (3ª voce)                                      |
| Super Patato (st.7+)              | John Sparkes | Guido Di Naccio (1ª voce), Gabriele Trentalance (2ª voce)                                                                |
| Signora Patata                    | Morwenna Banks | Marcella Silvestri |
| Dottoressa Criceto (st. 3+)       | Morwenna Banks | Paila Pavese (st.3-6) Sonia Scotti (st.7+)                                                                               |
| Signora Mucca                     | Judy Flynn | Monica Vulcano |
| Signora Carota                    | – | Eleonora Reti |
| Baby Cavolino                     | – | Cinzia Massironi |
| Rosy                              | – | Ilaria Latini |
| Robby                             | – | Gabriele Caprio |
| Belinda Orso                      | Zara Siddiqi | Marcella Silvestri |
| Dottor Orso Bruno                 | David Rintoul | Tonino Accolla (st.1-3) Massimo Lopez (st.4-in corso)                                                                    |
| Simon Scoiattolo                  | Preston Nyman | Manuel Meli |
| Piccolo Mirtillo                  | – | Francesca Manicone |
| Fatina dei Dentini                | Morwenna Banks | Paola Valentini |
| Babbo Natale                      | David Graham | Gerolamo Alchieri, Sergio Lucchetti                                                                                      |
| Roger, la macchina parlante       | – | Sergio Lucchetti |

## Peppa Pig - Gli stivali d'oro
| Personaggi       | Doppiatori originali | Doppiatori italiani |
| ---------------- | -------------------- | ------------------- |
| Peppa Pig        | Harley Bird          | Tatiana Dessi       |
| George Pig       | Oliver e Alice May   | Barbara Pitotti     |
| Mamma Pig        | Morwenna Banks       | Monica Gravina      |
| Papà Pig         | Richard Ridings      | Paolo Marchese      |
| Narratore        | John Sparkes         | Gianni Bersanetti   |
| Nonno Pig        | David Graham         | Vladimiro Conti     |
| Papà Zebra       | David Graham         | Davide Albano       |
| Nonno Coniglio   | Brian Blessed        | Gerolamo Alchieri   |
| Capitan Cane     | Alexander Armstrong  | Alberto Angrisano   |
| Danny Cane       | Jadon Mills          | Joy Saltarelli      |
| Suzy Pecora      | Meg Hall             | Monica Bertolotti   |
| Zoe Zebra        | Sian Taylor          | Joy Saltarelli      |
| Dottor Elefante  | Andy Hamilton        | Gaetano Lizzio      |
| Signor Patato    | John Sparkes         | Guido Di Naccio     |
| Signora Coniglio | Sarah Ann Kennedy    | Raffaella Castelli  |
| Freddy Volpe     | Jamie Oram           | Gaia Bolognesi      |
| Wendy Lupo       | Chaniya Mahon        | Emanuela Ionica     |
| Edmond Elefante  | Jadon Mills          | Letizia Ciampa      |
| Pedro Pony       | Sammy Price          | Laura Cosenza       |

## Critiche
Nel 2022, a causa del quarantunesimo episodio della nona stagione intitolato Famiglie (nel quale appariva un personaggio con due mamme), in Italia è stata avanzata la richiesta di non mandare in onda la succitata puntata sulla Rai, petizione partita da parte di molti politici del centro-destra, tra i quali Federico Mollicone (deputato e responsabile cultura di Fratelli d’Italia), Simone Pillon (senatore della Lega), e Silvio Berlusconi (ex premier e leader di Forza Italia). Ad essi si sono poi aggiunti l'ex ministro Carlo Giovanardi e l'ex presidente per il Forum delle Associazioni Familiari Luisa Santolini, i quali hanno presentato un esposto al Comitato di applicazione del Codice di autoregolamentazione media e minori dell'allora ministero dello Sviluppo economico (oggi Ministero delle Imprese e del Made in Italy) al fine di impedirne la messa in onda o di sanzionare la rete qualora ne vagliasse la proiezione.